# 99%
99% è un album studio del gruppo musicale spagnolo Ska-P, pubblicato nel 2013.

## Tracce
1. Full Gas
2. Canto a la rebelión
3. Ciudadano papagayo
4. Pandemia S.L.
5. Se acabó
6. Ska-Pa
7. Marinaleda
8. Ali Babá
9. Victoria
10. Bajo vigilancia
11. Maquis
12. Oniomanos
13. ¿Quiénes sois?
14. Radio falacia
15. África agónica

## Formazione
- Pulpul - voce, chitarra
- Joxemi - chitarra solista, voce
- Julio  - basso, voce
- Kogote - tastiere, voce
- LuisMi - batteria, percussioni
- Pipi - voce